# 1423 Jose
Jose (asteróide 1423) é um asteróide da cintura principal com um diâmetro de 26,14 quilómetros, a 2,6252896 UA. Possui uma excentricidade de 0,0817269 e um período orbital de 1 765,63 dias (4,84 anos).
Jose tem uma velocidade orbital média de 17,6153008 km/s e uma inclinação de 2,91183º.
Esse asteróide foi descoberto em 28 de Agosto de 1936 por Joseph Hunaerts.